# Petchtanong Petchfergus
Petchtanong Petchfergus (en tailandés: เพชรทนง เพชรเฟอร์กัส; 6 de noviembre de 1985; Udon Thani, Tailandia) es un kickboxer tailandés que actualmente compite en la categoría de peso gallo de ONE Championship, donde ha sido Campeón Mundial de Kickboxing de Peso Gallo de ONE.
Desde diciembre de 2022, está posicionado como el peso pluma #2 del mundo según Combat Press.

## Biografía y Carrera
Petchtanong empezó a entrenar Muay Thai a los 7 años de edad en un gimnasio pequeño cerca de su casa. Terminó viviendo completamente en el gimnasio para escapar del abuso familiar.
A los 12, se mudó a Bangkok junto a su madre. Ahí se unió al Sit.Or gym con su tío, quien lo elevó a un alto nivel para poder estelarizar shows en el Rajadamnern y Lumpinee a los 14 años de edad.
Luego de cambiar de gimnasio en múltiples ocasiones, Petchtanong fue patrocinado por el gimnasio Banchamek y fue a vivir, enseñar y pelear en Australia por 2 años.
Volvió a Tailandia en 2015 y tuvo una racha de victoria en la promoción Super Muay Thai. Participó en varios torneos de kickboxing en China, prominentemente en Kunlun Fight y Wu Lin Feng.
El 19 de enero de 2019, ganó la final de la Copa Mundial de Wu Lin Feng, derrotando a Jomthong Chuwattana.
Petchtanong participó en el torneo de 67 kg de Wu Lin Feng  de 2020. Ganó la pelea semifinal contra Liu Yaning por KO, perdió por decisión unánime ante Jia Aoqi en la final.

### ONE Championship
El 18 de agosto de 2020, Petchtanong firmó con ONE Championship. En su debut en ONE Championship: A New Breed 3 el 18 de septiembre de 2020, Petchtanong perdió por nocaut ante Capitan Petchyindee Academy en el primer asalto.
Petchtanong hizo su segunda aparición en el promoción contra Zhang Chenglong en ONE Championship: Revolution el 24 de septiembre de 2021. Ganó la pelea por decisión unánime.
Petchtanong enfrentó a Hiroki Akimoto por el Campeonato Mundial de Kickboxing de Peso Gallo de ONE en ONE 163 el 18 de noviembre de 2022. Ganó la pelea y el título por decisión dividida.
El 26 de julio de 2023, se anunció que Petchtanong había sido despojado del título y suspendido de ONE Championship por un año por metenolona y boldenona, sustancias prohibidas según la World Anti-Doping Agency (WADA). El resultado positivo vino de un test fuera de competencia realizado el 10 de junio de 2023.

## Campeonatos y logros
- ONE Championship
  - Campeonato Mundial de Kickboxing de Peso Gallo de ONE (Una vez)
- Wu Lin Feng (WLF)
  - Finalista de la Copa Mundial de -67 kg de Wu Lin Feng de 2019
  - Campeón de la Copa Mundial de -67 kg de Wu Lin Feng de 2018[15]
- Enfusion
  - Campeón del Torneo de -67 kg de Enfusion de 2017
- International Professional Combat Council (IPCC)
  - Campeón de -67 kg de Muay Thai de IPCC de 2015
- World Muaythai Council (WMC)
  - Campeón de -66 kg de WMC de 2012[16]
- Beyond Kickboxing
  - Sorpresa del Año 2022 de Beyond Kick[17]

## Récord en Muay Thai y Kickboxing
| Récord en Muay Thai y Kickboxing                                   | Récord en Muay Thai y Kickboxing | Récord en Muay Thai y Kickboxing | Récord en Muay Thai y Kickboxing                                    | Récord en Muay Thai y Kickboxing | Récord en Muay Thai y Kickboxing | Récord en Muay Thai y Kickboxing | Récord en Muay Thai y Kickboxing |
| ------------------------------------------------------------------ | -------------------------------- | -------------------------------- | ------------------------------------------------------------------- | -------------------------------- | -------------------------------- | -------------------------------- | -------------------------------- |
| 358 Victorias, 56 Derrotas, 1 Empates                              |                                  |                                  |                                                                     |                                  |                                  |                                  |                                  |
| Fecha                                                              | Resultado                        | Oponente                         | Evento                                                              | Localización                     | Método                           | Ronda                            | Tiempo                           |
| 19-11-2022                                                         | Victoria                         | Hiroki Akimoto                   | ONE 163                                                             | Kallang, Singapur                | Decisión (Dividida)              | 5                                | 3:00                             |
| Ganó el Campeonato Mundial de Kickboxing de Peso Gallo de ONE.     |                                  |                                  |                                                                     |                                  |                                  |                                  |                                  |
| 2021-09-24                                                         | Victoria                         | Zhang Chenglong                  | ONE Championship: Revolution                                        | Kallang, Singapur                | Decisión (Unánime)               | 3                                | 3:00                             |
| 2020-09-18                                                         | Derrota                          | Capitan Petchyindee Academy      | ONE Championship: A New Breed 3                                     | Bangkok, Tailandia               | KO (Cross de Derecha)            | 1                                | 0:06                             |
| 11-01-2020                                                         | Derrota                          | Jia Aoqi                         | Wu Lin Feng 2020: WLF World Cup 2019-2020 Final, Final              | Zhuhai, China                    | Decisión (Unánime)               | 3                                | 3:00                             |
| Por el título de -67kg de la Copa Mundial de Wu Lin Feng de 2019.  |                                  |                                  |                                                                     |                                  |                                  |                                  |                                  |
| 11-01-2020                                                         | Victoria                         | Liu Yaning                       | Wu Lin Feng 2020: WLF World Cup 2019-2020 Final, Semi Final         | Zhuhai, China                    | TKO                              | 1                                | 0:50                             |
| 2019-10-26                                                         | Victoria                         | Yuya Yamato                      | Wu Lin Feng 2019: WLF -67kg World Cup 2019-2020 5th Group Stage     | Zhengzhou, China                 | Decisión (Unánime)               | 3                                | 3:00                             |
| 2019-08-31                                                         | Victoria                         | Liu Jianbo                       | Wu Lin Feng 2019: WLF -67kg World Cup 2019-2020 3rd Group Stage     | Zhengzhou, China                 | TKO (Izquierda Recta)            | 1                                | 2:00                             |
| 2019-06-29                                                         | Victoria                         | Xie Lei                          | Wu Lin Feng 2019: WLF -67kg World Cup 2019-2020 1st Group Stage     | Zhengzhou, China                 | Decisión                         | 3                                | 3:00                             |
| 2019-01-19                                                         | Victoria                         | Jomthong Chuwattana              | Wu Lin Feng 2019: WLF World Cup 2018-2019 Final, Final              | Haikou, China                    | Decisión (Unánime)               | 3                                | 3:00                             |
| Ganó el título de -67kg de la Copa Mundial de Wu Lin Feng de 2018. |                                  |                                  |                                                                     |                                  |                                  |                                  |                                  |
| 2019-01-19                                                         | Victoria                         | Yang Zhuo                        | Wu Lin Feng 2019: WLF World Cup 2018-2019 Final, Semi Finals        | Haikou, China                    | Decisión (Unánime)               | 3                                | 3:00                             |
| 2018-11-03                                                         | Victoria                         | Xie Lei                          | Wu Lin Feng 2018: WLF -67kg World Cup 2018-2019 5th Round           | China                            | Decisión (Unánime)               | 3                                | 3:00                             |
| 2018-09-01                                                         | Victoria                         | Lu Jun                           | Wu Lin Feng 2018: WLF -67kg World Cup 2018-2019 3rd Round           | Zhengzhou, China                 | Decisión (Unánime)               | 3                                | 3:00                             |
| 2018-07-07                                                         | Victoria                         | Zhang Junyu                      | Wu Lin Feng 2018: WLF -67kg World Cup 2018-2019 1st Round           | Zhengzhou, China                 | Decisión (Unánime)               | 3                                | 3:00                             |
| 2018-05-21                                                         | Victoria                         | Niclas Larsen                    | All Star Fight 4                                                    | Hong Kong                        | Decisión (Unánime)               | 3                                | 3:00                             |
| 2018-04-28                                                         | Victoria                         | Sergey Kulyaba                   | All Star Fight 3                                                    | Bangkok, Tailandia               | Decisión (Unánime)               | 3                                | 3:00                             |
| 2017-12-08                                                         | Victoria                         | Youssef El Haji                  | Enfusion #59, -67 kg Tournament, Final                              | Abu Dabi                         | Decisión (Unánime)               | 3                                | 3:00                             |
| Ganó el Torneo de -67kg de Enfusion.                               |                                  |                                  |                                                                     |                                  |                                  |                                  |                                  |
| 2017-12-08                                                         | Victoria                         | Walid Hamid                      | Enfusion #59, -67 kg Tournament, Semi Finals                        | Abu Dabi                         | Decisión (Unánime)               | 3                                | 3:00                             |
| 2017-11-12                                                         | Derrota                          | Ilias Bulaid                     | Kunlun Fight 67 - 66kg World Championship, Quarter Finals           | Sanya, China                     | Decisión (Unánime)               | 3                                | 3:00                             |
| 2017-10-07                                                         | Empate                           | Nayanesh Ayman                   | MBK Fight Night                                                     | Bangkok, Tailandia               | Decisión                         | 3                                | 3:00                             |
| 2017-08-27                                                         | Victoria                         | Yuya Yamato                      | Kunlun Fight 65, -66kg World Championship, 1/8 Finals               | China                            | Decisión (Unánime)               | 3                                | 3:00                             |
| 2017-07-28                                                         | Derrota                          | Jo Nattawut                      | Lion Fight 37                                                       | Ledyard, Estados Unidos          | Decisión (Unánime)               | 5                                | 3:00                             |
| Por el título de Peso Súper Wélter de Lion Fight.                  |                                  |                                  |                                                                     |                                  |                                  |                                  |                                  |
| 2017-04-01                                                         | Victoria                         | Manaowan Sitsongpeenong          | Super Muaythai                                                      | Bangkok, Tailandia               | Decisión                         | 3                                | 3:00                             |
| 2017-02-07                                                         | Victoria                         | Mohammed El-Mir                  | Super Muaythai                                                      | Bangkok, Tailandia               | Decisión                         | 3                                | 3:00                             |
| 2016-12-09                                                         | Victoria                         | Liu                              |                                                                     | China                            | TKO                              | 1                                | 1:37                             |
| 2016-09-10                                                         | Victoria                         | Buray Bozaryilmaz                | Kunlun Fight 51, - 66kg World Championship, 1/8 Finals              | China                            | TKO                              | 3                                |                                  |
| 2016-08-07                                                         | Victoria                         | Tetsuya Yamato                   | Kunlun Fight 49 / Rebels 45, - 66kg World Championship, First Round | China                            | Decisión (Unánime)               | 3                                | 3:00                             |
| 2016-05-29                                                         | Victoria                         | Craig Suthai                     | SUPER MUAYTHAI                                                      | Bangkok, Tailandia               | Decisión (Unánime)               | 3                                | 3:00                             |
| 2016-03-20                                                         | Victoria                         | Chris 7MuayThai                  | SUPER MUAYTHAI                                                      | Bangkok, Tailandia               | Decisión (Unánime)               | 3                                | 3:00                             |
| 2016-03-20                                                         | Victoria                         | Hamza Bekkouri                   | SUPER MUAYTHAI                                                      | Bangkok, Tailandia               | TKO (Low kick)                   | 2                                |                                  |
| 2015-12-12                                                         | Victoria                         | Igor Liubchenko                  | SUPER MUAYTHAI                                                      | Bangkok, Tailandia               | Decisión (Unánime)               | 3                                | 3:00                             |
| Ganó el título de -67kg de Muay Thai de IPCC.                      |                                  |                                  |                                                                     |                                  |                                  |                                  |                                  |
| 2015-11-07                                                         | Victoria                         | Aitor Alonso                     | SUPER MUAYTHAI                                                      | Bangkok, Tailandia               | Decisión (Unánime)               | 3                                | 3:00                             |
| 2015-09-28                                                         | Victoria                         | Gu Hui                           | Kunlun Fight 31                                                     | China                            | Decisión (Unánime)               | 3                                | 3:00                             |
| 2014-10-11                                                         | Victoria                         | Clayton Cook                     | Legal Assault VIII                                                  | Australia                        | Decisión (Unánime)               | 5                                | 3:00                             |
| 2014-08-03                                                         | Victoria                         | Beniah Douma                     |                                                                     | Australia                        | Decisión (Unánime)               | 5                                | 3:00                             |
| 2014-05-02                                                         | Victoria                         | Kurt Finlayson                   | Cage Soldiers 1                                                     | Australia                        | Decisión (Unánime)               | 5                                | 3:00                             |
| 2014-02-22                                                         | Victoria                         | Bandera de Francia               | Pride and Glory                                                     | Australia                        | Decisión (Unánime)               | 5                                | 3:00                             |
| 2013-10-26                                                         | Victoria                         | Rhyse Saliba                     | Real Hero Muay Thai Championship                                    | Sídney, Australia                | Decisión (Unánime)               | 3                                | 3:00                             |
| 2013-10-12                                                         | Victoria                         | Jacob Moulden                    | Pride and Glory 6                                                   | Australia                        | Decisión                         | 5                                | 3:00                             |
| 2013-08-10                                                         | Derrota                          | Tie Yinghua                      | MAX Muay Thai 3                                                     | Zhengzhou, China                 | Decisión                         | 3                                | 03:00                            |
| 2013                                                               | Victoria                         | Beniah Douma                     |                                                                     | Australia                        | KO                               | 1                                |                                  |
| 2013-04-13                                                         | Victoria                         | Bandera de Australia             | Fight for Glory                                                     | Australia                        |                                  |                                  |                                  |
| 2013-03-23                                                         | Victoria                         | Magomed Amarof                   | World Professional Muaythai Championship Marathon 2013              | Bangkok, Tailandia               | TKO                              | 4                                |                                  |
| 2013-03-02                                                         | Derrota                          | Toby Smith                       | Domination 10                                                       | Australia                        | Decisión                         | 5                                | 3:00                             |
| 2012-10-23                                                         | Victoria                         | Angelo Veniero                   | Thai Fight                                                          | Tailandia                        | Decisión                         | 3                                | 3:00                             |
| 2012-09-21                                                         | Victoria                         | Yaser Samadi                     | KO16                                                                | Dubái                            | Decisión                         | 5                                | 3:00                             |
| 2012-08-14                                                         | Victoria                         | Trongchai Kietprapat             | X-ONE FIGHT NIGHT                                                   | Tailandia                        | Decisión                         | 5                                | 3:00                             |
| 2012-04-13                                                         | Victoria                         | Matthew King                     | Pride and Glory                                                     | Australia                        | Decisión                         | 5                                | 3:00                             |
| 2012-03-31                                                         | Victoria                         | Michael Dicks                    | Muay Thai Grand Prix                                                | England                          | Decisión                         | 5                                | 3:00                             |
| Ganó el título de -66kg de WMC.                                    |                                  |                                  |                                                                     |                                  |                                  |                                  |                                  |
| 2012-02-04                                                         | Victoria                         | Chok Eminent air                 | Boxing Channel 11                                                   | Tailandia                        | Decisión                         | 5                                | 3:00                             |
| 2012                                                               | Victoria                         | Khong-fha                        | Tata Motors sponsored TV Event                                      | Tailandia                        | Decisión                         | 5                                | 3:00                             |
| 2011-09-09                                                         | Victoria                         | Bandera de Francia               |                                                                     | Reunión                          | Decisión                         |                                  |                                  |
| 2010-12-06                                                         | Derrota                          | F-16 Rachanon                    | Lumpinee Stadium                                                    | Bangkok, Tailandia               | Decisión                         | 5                                | 3:00                             |
| 2010-11-03                                                         | Derrota                          | F-16 Rachanon                    | Lumpinee Stadium                                                    | Bangkok, Tailandia               | Decisión                         | 5                                | 3:00                             |
| 2010-09-25                                                         | Victoria                         | Phetaswin Seatranferry           | Omnoi Stadium                                                       | Bangkok, Tailandia               | KO (High kick)                   | 5                                |                                  |
| 2009-11-24                                                         | Derrota                          | Superbon Banchamek               | Wanwerapon Fights, Lumpinee Stadium                                 | Bangkok, Tailandia               | Decisión                         | 5                                | 3:00                             |
| 2009-09-26                                                         | Derrota                          | Orono Wor Petchpun               | Muaythai Lumpinee Krikkrai Fight                                    | Bangkok, Tailandia               | Decisión                         | 5                                | 3:00                             |
| 2009-08-08                                                         | Victoria                         | Tuantong Phumpanmoung            | Lumpinee Stadium, Rangyeh tournament                                | Bangkok, Tailandia               | Decisión                         | 5                                | 3:00                             |
| 2009-06-13                                                         | Derrota                          | Singdam Kiatmuu9                 | Lumpinee Stadium                                                    | Bangkok, Tailandia               | Decisión                         | 5                                | 3:00                             |
| 2009-05-22                                                         | Victoria                         | Pansak Luk Bor.Kor               | Lumpinee Stadium                                                    | Bangkok, Tailandia               | Decisión                         | 5                                | 3:00                             |
| 2009-04-04                                                         | Victoria                         | Puengnoi Petsupapon              | Lumpinee Stadium                                                    | Bangkok, Tailandia               | Decisión                         | 5                                | 3:00                             |
| 2009-01-05                                                         | Victoria                         | Dechasak Sor.Thamapetch          | Rajadamnern Stadium                                                 | Bangkok, Tailandia               | Decisión                         | 5                                | 3:00                             |
| 2008-12-15                                                         | Victoria                         | Dechasak Sor.Thamapetch          | Rajadamnern Stadium                                                 | Bangkok, Tailandia               | Decisión                         | 5                                | 3:00                             |
| 2008-08-03                                                         | Victoria                         | Shiro Utsunomiya                 | Kick vs Muay Thai ～TARGET 1st～                                    | Japón                            | TKO (Paro Médico)                | 3                                | 2:15                             |
| 2007-05-13                                                         | Derrota                          | Yutajak Kaewsamrit               | Channel 7 Stadium                                                   | Bangkok, Tailandia               | KO                               | 4                                |                                  |
| 2007-03-11                                                         | Victoria                         | Chok Eminent air                 | Channel 7 Stadium                                                   | Tailandia                        | Decisión                         | 5                                | 3:00                             |
| 2007-02-10                                                         | Victoria                         | Somingphai Kitaponthip           | Omnoi Stadium                                                       | Tailandia                        | Decisión                         | 5                                | 3:00                             |
| 2005-04-18                                                         | Victoria                         | Narongrit Sitpayong              | Rajadamnern Stadium                                                 | Bangkok, Tailandia               | Decisión                         | 5                                | 3:00                             |